# Rio de Mouro
Rio de Mouro is een plaats en freguesia in de Portugese gemeente Sintra in het district Lissabon. In 2001 was het inwonertal 46.022 op een oppervlakte van 16,43 km². Sinds 2 juli 1993 heeft Rio de Mouro de status van Vila.